# Паняко
Паня̀ко (на италиански: Pagnacco; на фриулски: Pagnà, Паня) е градче и община в Северна Италия, провинция Удине, автономен регион Фриули-Венеция Джулия. Разположено е на 170 m надморска височина. Населението на общината е 5037 души (към 2010 г.).